# Onobrychis samanganica
Onobrychis samanganica är en ärtväxtart som beskrevs av Karl Heinz Rechinger. Onobrychis samanganica ingår i släktet esparsetter, och familjen ärtväxter. Inga underarter finns listade i Catalogue of Life.